# Ford P6
Die Modelle Taunus 12M/15M (ab Sommer 1967 ohne den Zusatz „Taunus“) der Baureihe P6 (= Projekt 6, das heißt die sechste neue Pkw-Konstruktion der Ford-Werke Köln seit dem Ende des Zweiten Weltkriegs) sind die Nachfolger des 12M der Baureihe P4, von dem sie die Grundkonstruktion mit V4-Motor und Frontantrieb übernahmen. 

## Modellgeschichte

### Allgemeines

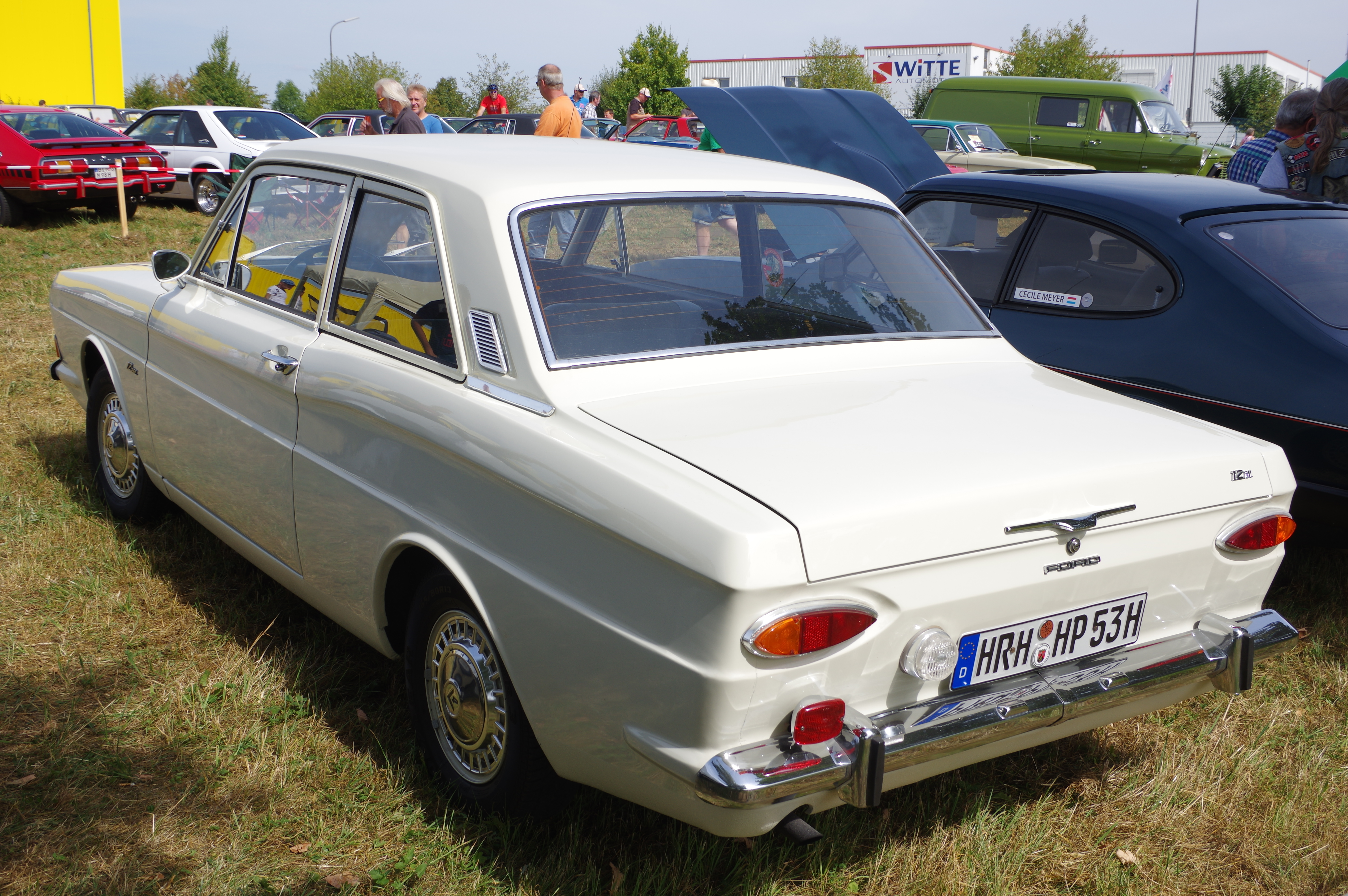
Heckansicht

Die erste Serie lief von September 1966 bis August 1967 von den Bändern. Für die zweite Serie ab September 1967 (Modelljahr 1968) wurden einige technische Veränderungen/Verbesserungen vorgenommen, unter anderem die Elektrik auf 12 Volt umgestellt und Innenausstattung und Armaturenträger überarbeitet. Weiterhin wurde ab September 1967, wie bei der größeren Baureihe P7 auch, auf den Zusatz „Taunus“ im Namen verzichtet und die Wagen nur noch als Ford 12M/15M angeboten. Die dritte Serie ab September 1968 wurde dann nochmals in der Ausstattung modifiziert/aufgewertet und im September 1970 vom Ford Taunus TC abgelöst.
12M und 15M unterschieden sich, unter anderem, durch einen verschiedenartigen Kühlergrill, Scheinwerfer (rund beim 12M, rechteckig beim 15M), Rückleuchten (Tropfenform beim 12M, Rechteckform beim 15M) und auch im Innenraum waren sie unterschiedlich ausgestattet. Der 15M hatte zum Beispiel zusätzliche Lüfterdüsen im Armaturenbrett.
Die Modellbezeichnung sagte nichts mehr über den Hubraum aus, so dass beispielsweise auch der 12M mit einem 1,7-Liter-Motor erhältlich war. Die Typenbezeichnung ließ also nicht mehr zwingend Rückschlüsse auf den Motor zu. Das „M“ in der Bezeichnung bedeutete „Meisterstück“.
Es gab zwei- und viertürige Limousinen, einen dreitürigen Kombi „Turnier“ mit maximal 1700 Litern Ladevolumen, einen dreitürigen Kastenwagen (nur 12M) und ein zweitüriges Coupé. Die erstmals angebotenen RS-Modelle waren die Urahnen von Fords noch immer existierender „Formel RS“.
Von September 1966 bis August 1970 wurden in drei Bauserien etwa 670.000 Autos (davon ca. 385.000 12M sowie ca. 285.000 15M) bei Ford in Köln und Genk (Belgien) produziert. Der P6 ist das einzige P-Modell (P2 bis P7) von Ford, von dem es keinen Cabrio-Umbau gab. Der neu gestaltete Nachfolger Ford Taunus TC („Knudsen-Taunus“) mit Reihenmotor und Hinterradantrieb hatte die gleiche Plattform wie der britische Ford Cortina.

### Karosserievarianten

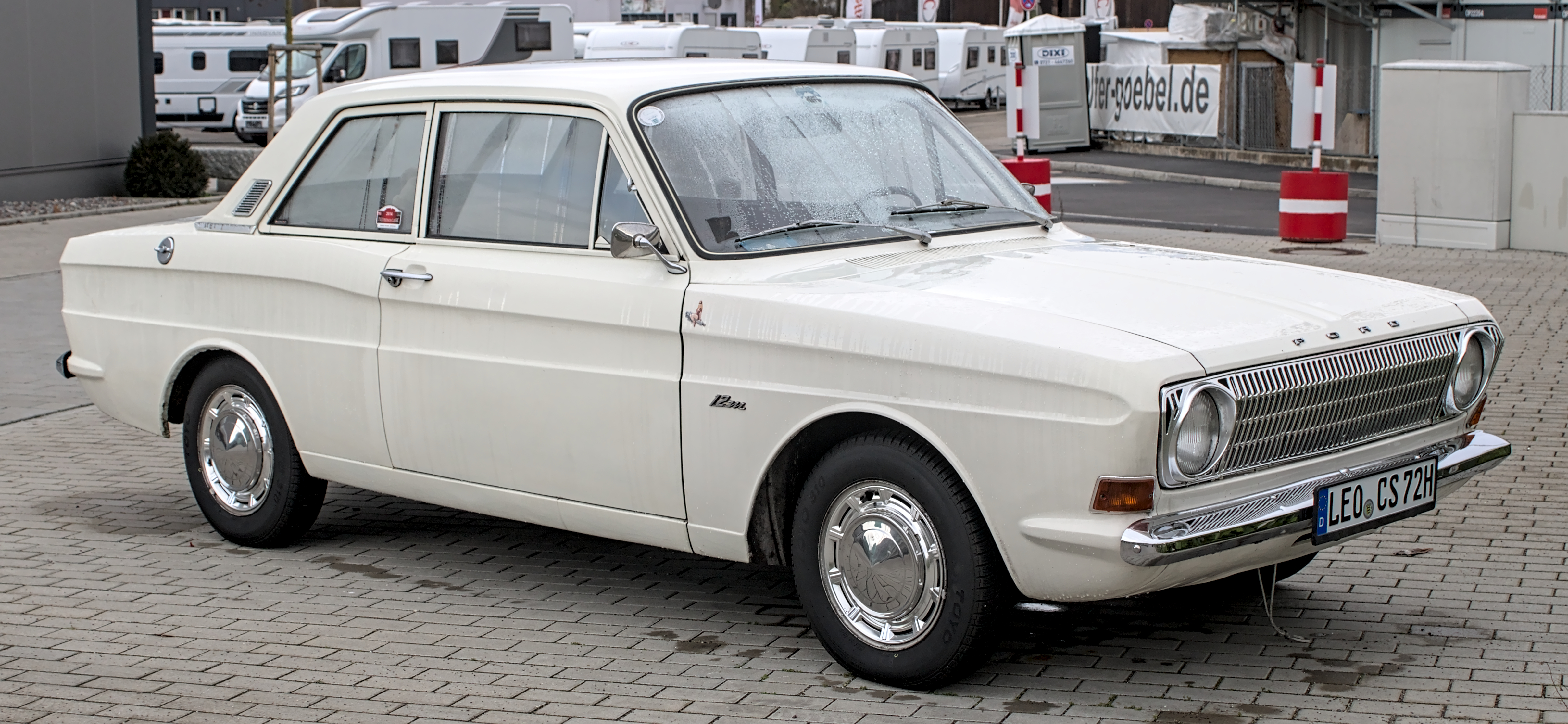
Ford Taunus 12M
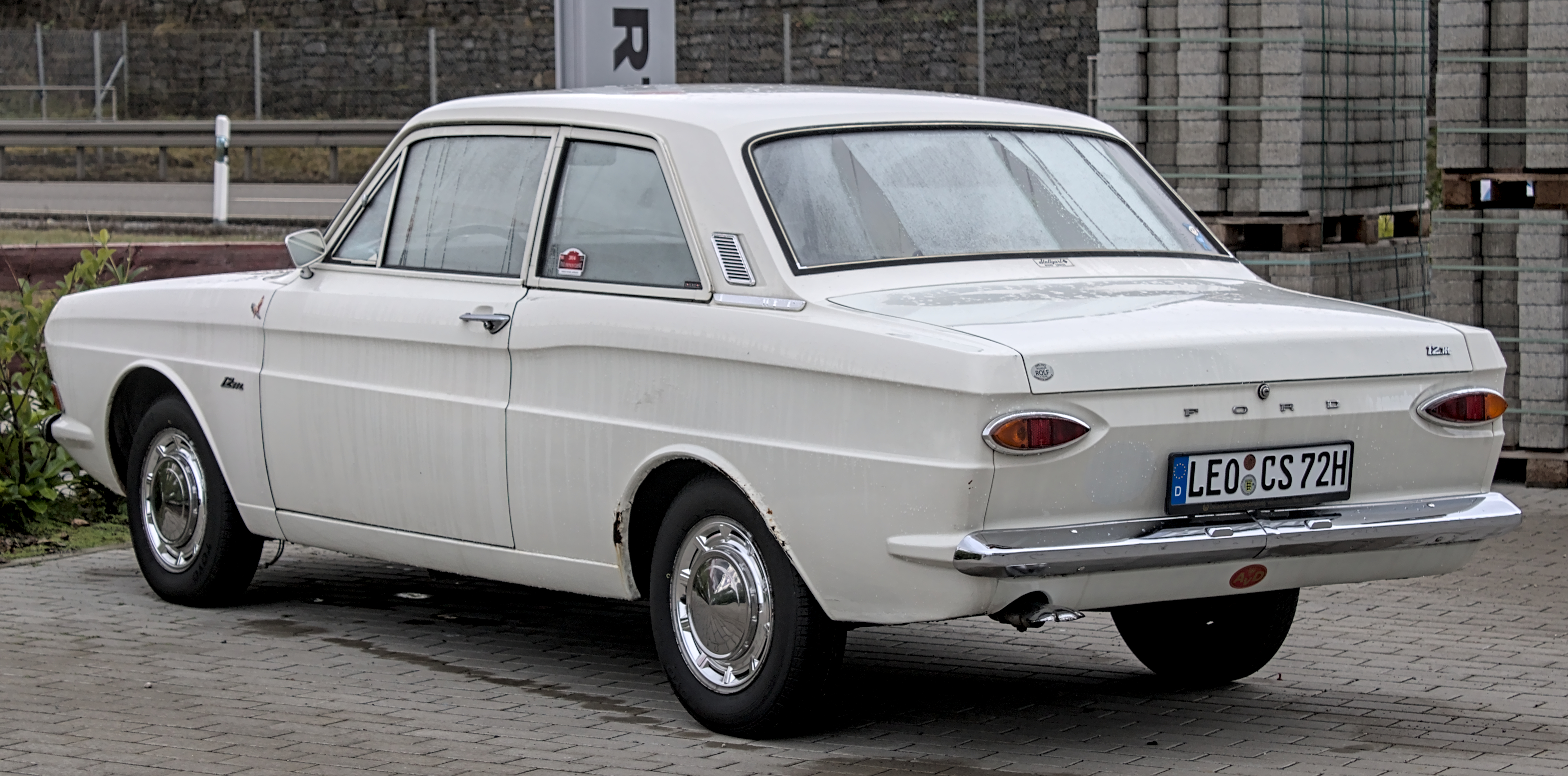
Ford Taunus 12M
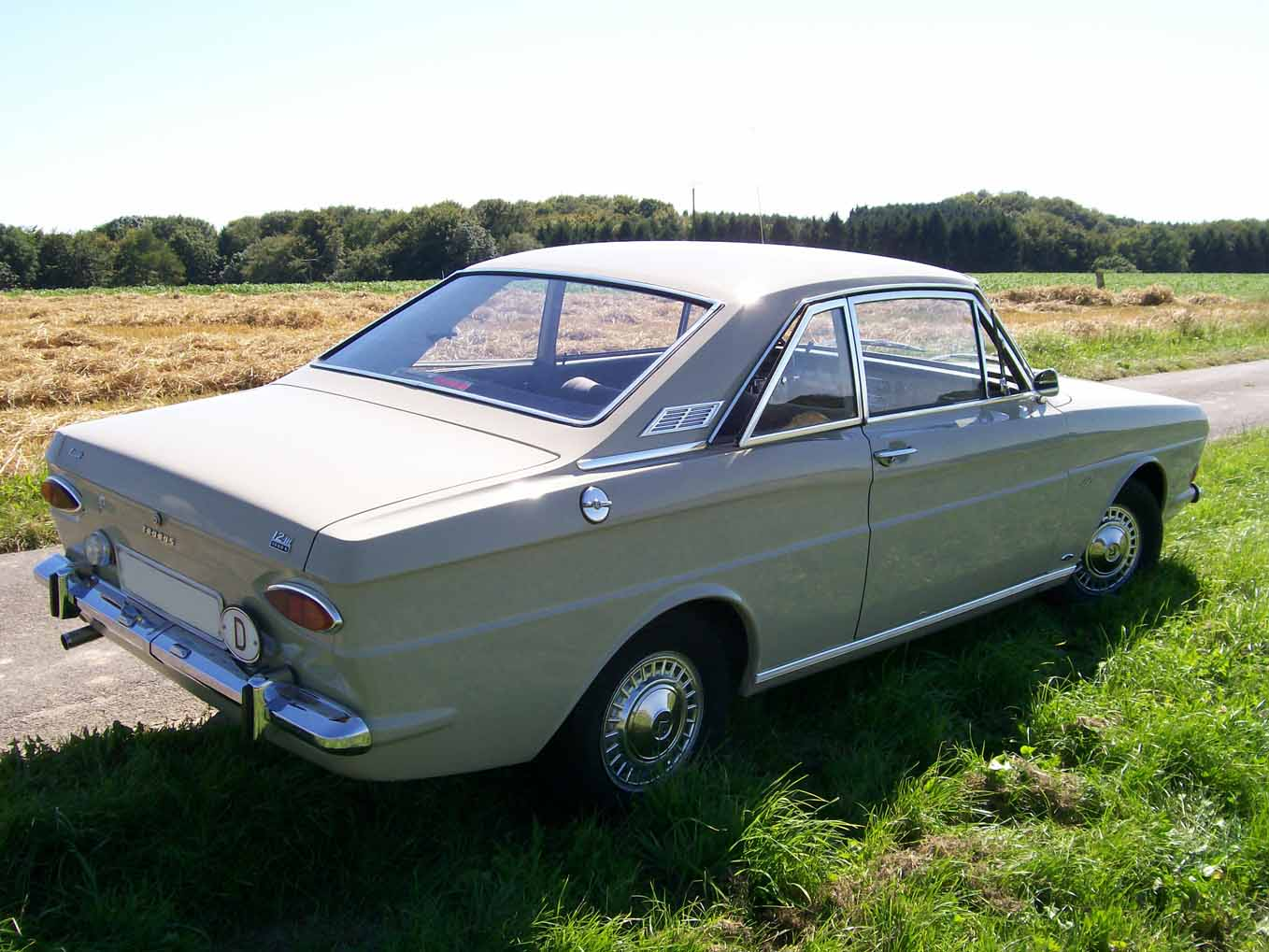
Ford Taunus 12M Coupé (1966–1967)
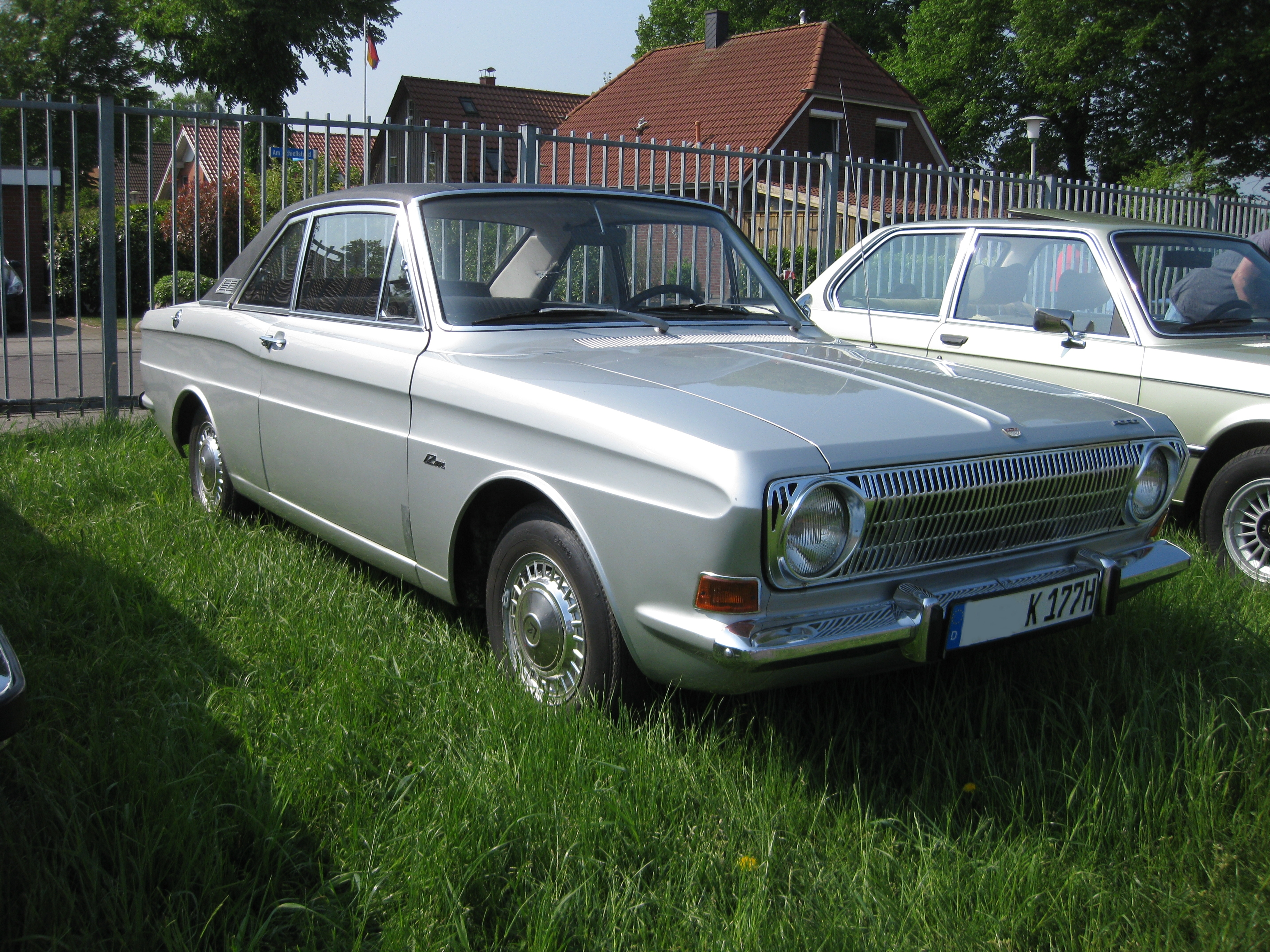
Ford Taunus 12M Coupé
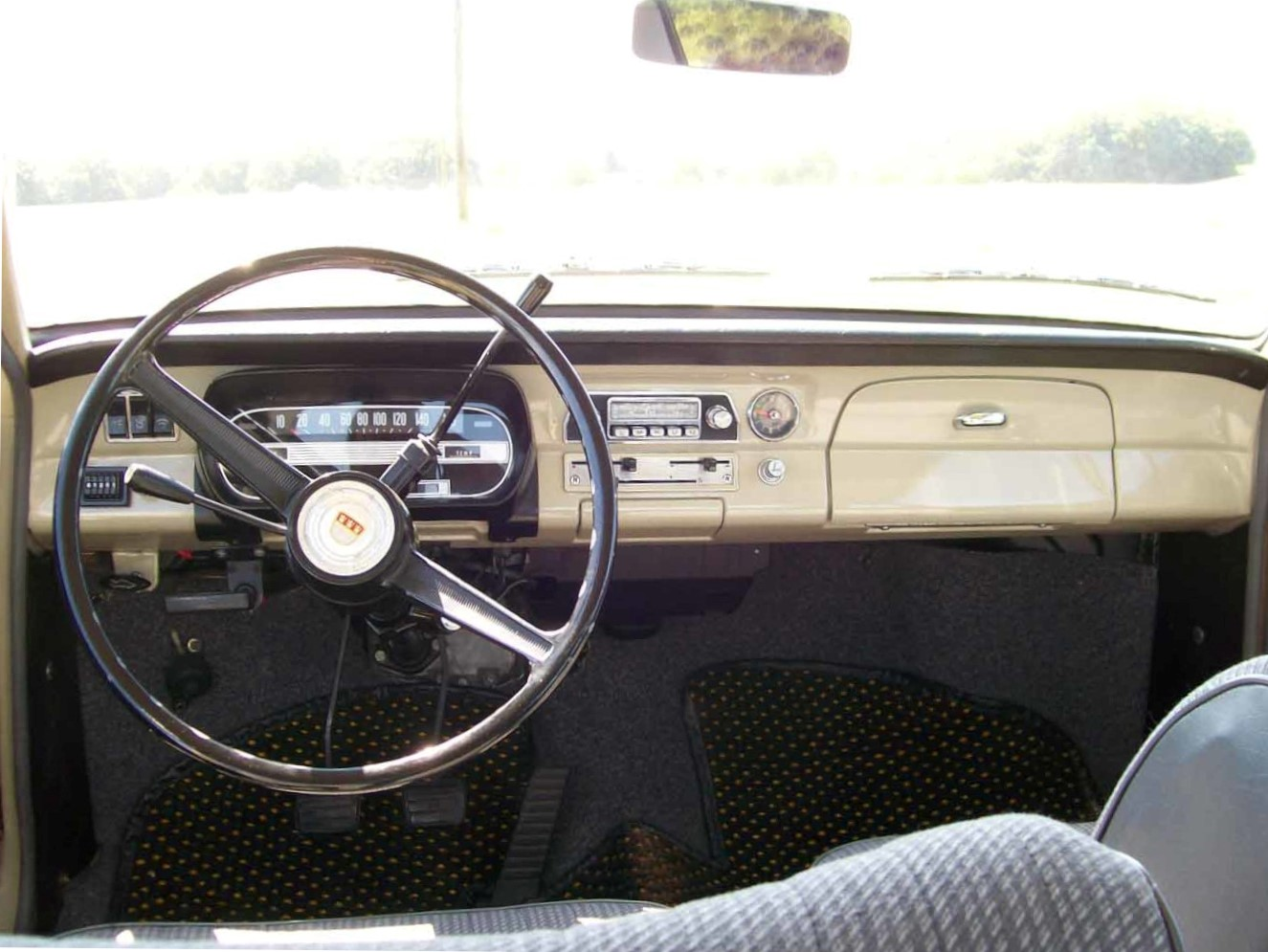
Ford 12M P6 1. Serie Armaturenbrett
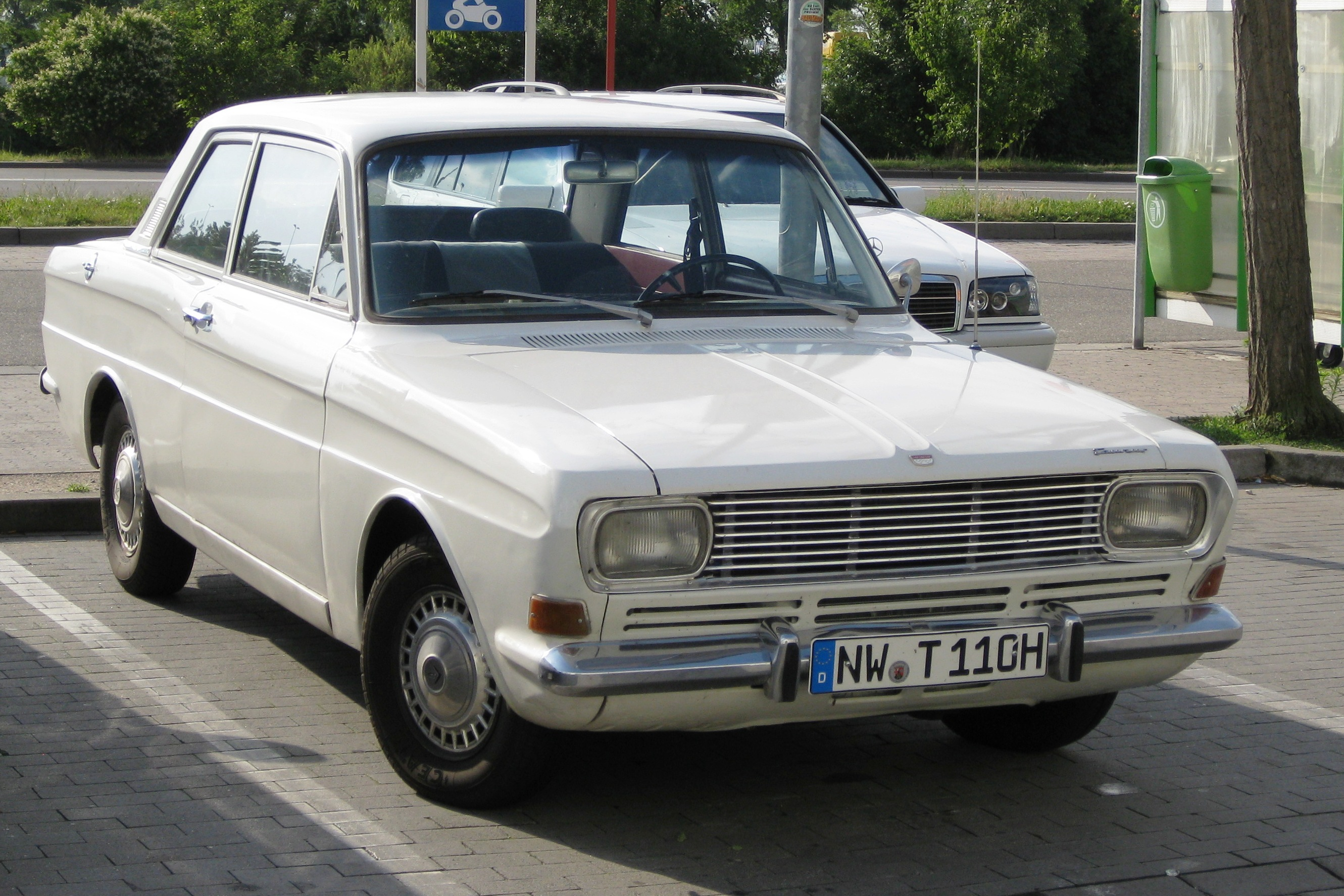
Ford Taunus 15M
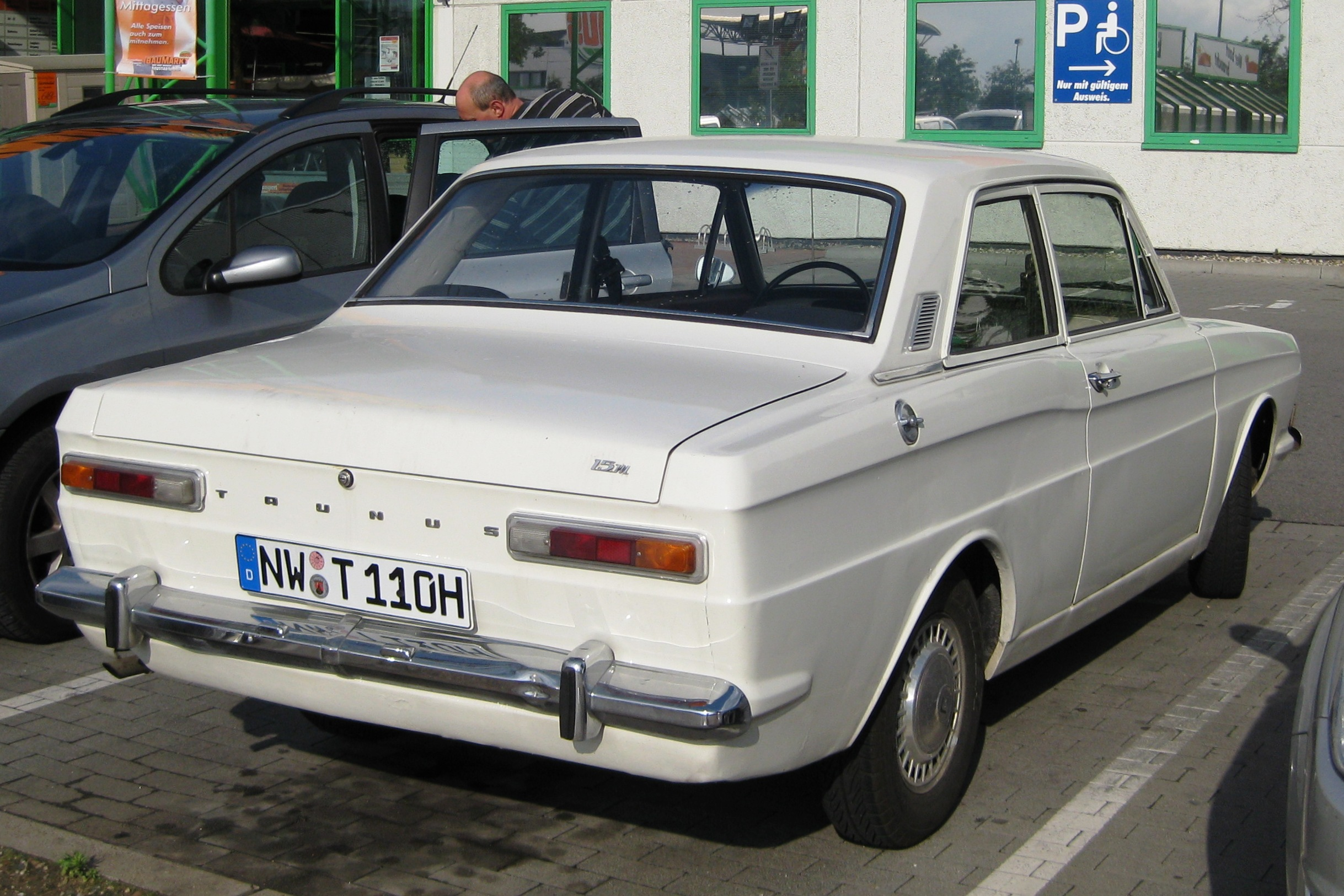
Ford Taunus 15M
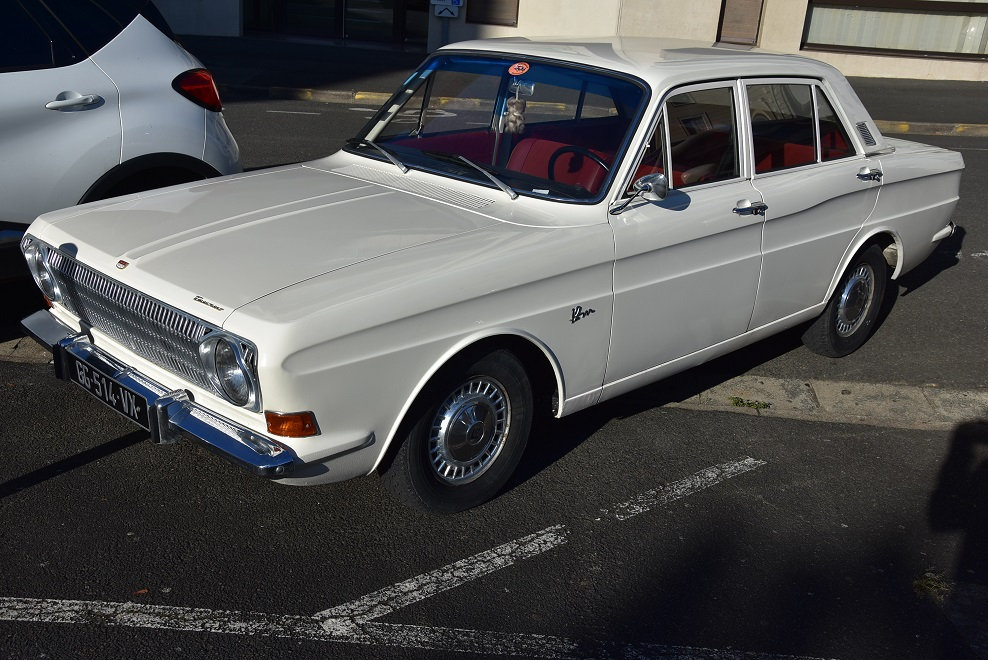
Ford Taunus 15M als Viertürer
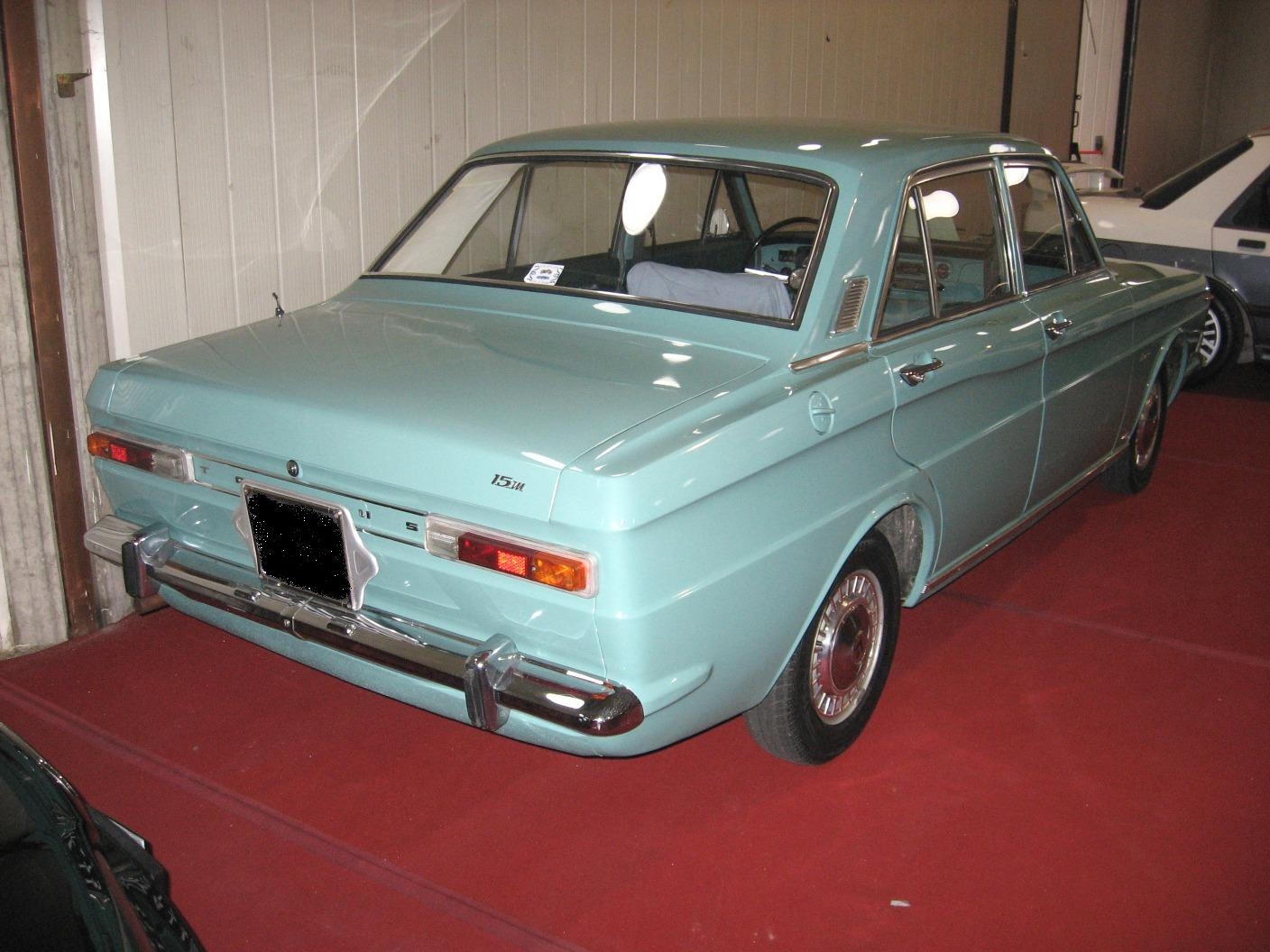
Ford Taunus 15M als Viertürer
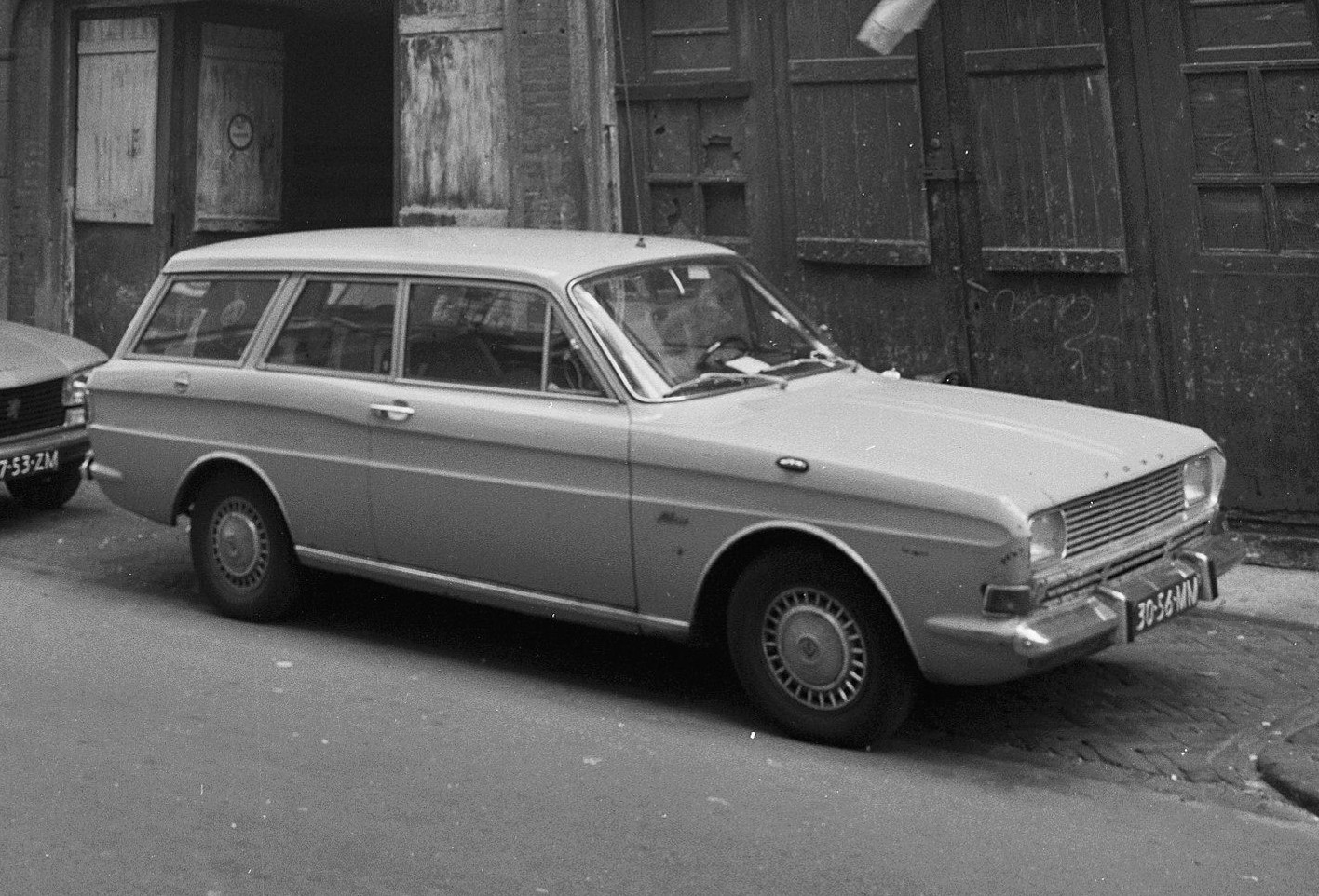
Ford Taunus 15M Turnier

## Technik

### Motoren/Antrieb
Die V4-Ottomotoren gab es in verschiedenen Ausführungen:
- 1,2 Liter 45 PS (LC- bzw. N-Motor – 1967 bis 1968)
- 1,3 Liter 50 PS (LC- bzw. N-Motor)
- 1,3 Liter 53 PS (HC- bzw. S-Motor – 1967 bis 1968)
- 1,5 Liter 55 PS (LC- bzw. N-Motor)
- 1,5 Liter 65 PS (HC- bzw. S-Motor)
- 1,7 Liter 70 PS (HC- bzw. S-Motor –  ab September 1968: 75 PS)

„LC“ stand für Low Compression (Niedrige Verdichtung und Normalbenzin), „HC“ für High Compression (Hohe Verdichtung und Superbenzin).
Nach dem Produktionsende des Ford P6 war der nächste Ford mit Frontantrieb, den es in Deutschland gab, der Mitte 1976 eingeführte Ford Fiesta. In Südamerika erschien Ende 1968 mit Vorderradantrieb der vom Renault 12 abgeleitete Ford Corcel.

### Fahrwerk
Die Spur wurde im Vergleich zum Vorgängertyp um 76 mm verbreitert. Die Vorderachse war neu: statt Doppelquerlenkern mit radführender Blattfeder gab es nun MacPherson-Federbeine und Dreiecksquerlenker. Hinten blieb es bei einer Starrachse an Längsblattfedern. Die Kugelumlauflenkung wurde durch eine direkter wirkende Zahnstangenlenkung ersetzt, die auch einen geringeren Wendekreis gestattete.

### Karosserie
Bei gleichem Radstand wurde die Karosserie etwas länger, breiter und flacher. Unter anderem wuchs die Beinfreiheit im Fond um 47 mm. Der mit dem Opel Kadett B auf dem europäischen Markt eingeführte "Hüftschwung" wurde adaptiert. 

## 15M RS (1968–1970)
Die Topversion war der im Herbst 1967 auf dem Genfer Auto-Salon vorgestellte 15M RS (= Rallye Sport), der wie andere RS- oder SR-Fahrzeuge dieser Zeit auch, besonders als Coupé bei Liebhabern als begehrter Oldtimer gilt.
Die 15M RS-Modelle wurden ab März 1968 als zwei- oder viertürige Limousine und als Coupé ausschließlich mit Mittelschaltung angeboten. Im September 1968 folgte die zweite RS-Serie.

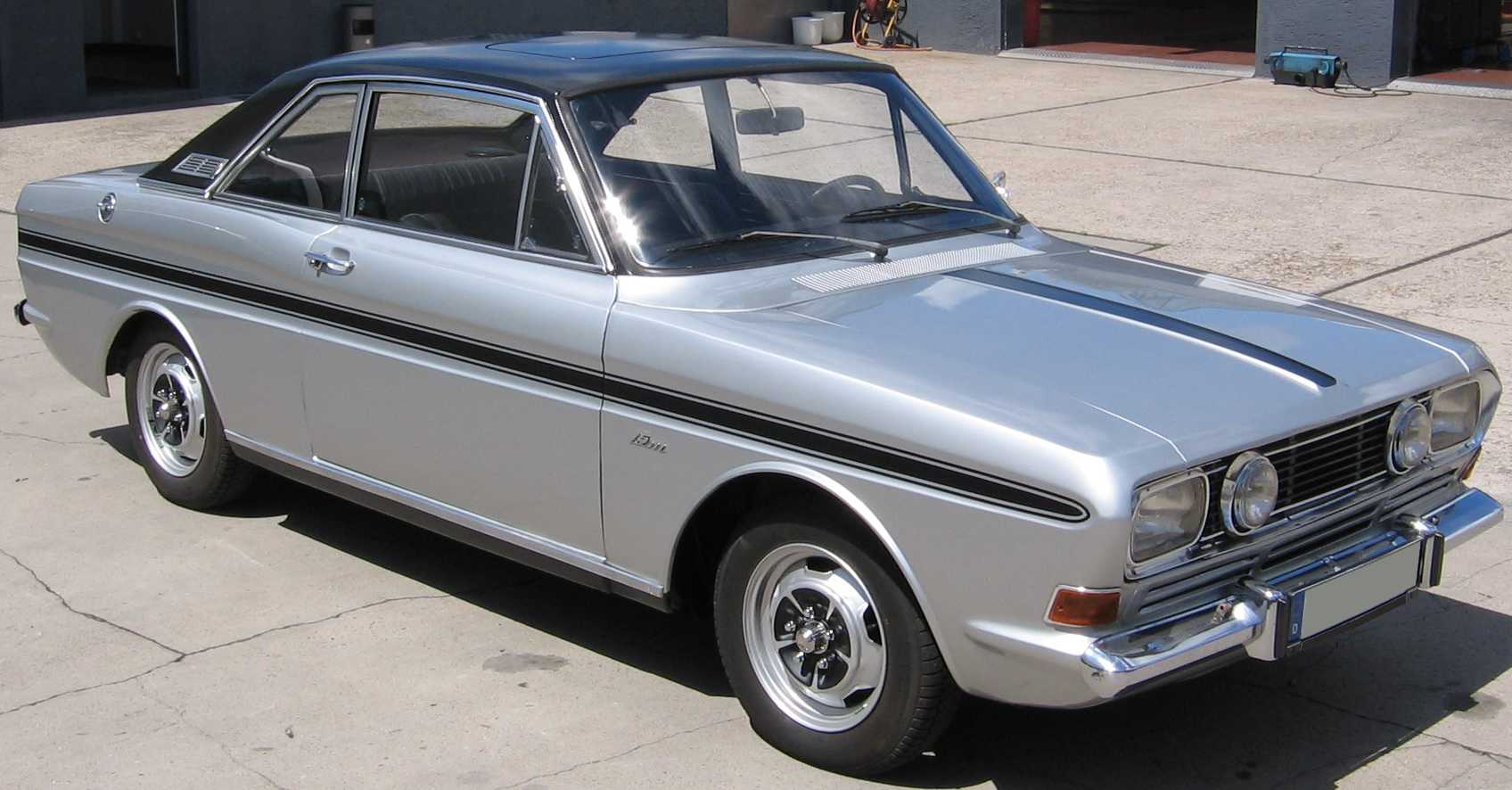
Ford 15M RS Coupé (1969)

Die beiden Serien unterschieden sich u. a. in der Anzahl der Rundinstrumente im Armaturenbrett (1. Serie = 2 Instrumente, 2. Serie = 3 Instrumente) und im Lenkrad (1. Serie = Lenkrad mit drei gelochten Speichen und kleiner ungepolsterter Nabe, 2. Serie = verkleidetes Dreispeichen-Lenkrad mit großem Pralltopf). Beide RS-Versionen hatten einen großen Drehzahlmesser, 4 kleine Zusatz-Rundinstrumente in der Mittelkonsole, 2 Halogen-Zusatzscheinwerfer im Kühlergrill und waren unter anderem mit Recaro-Schalenruhesitzen, verchromten (statt lackierten) Stahlrädern oder einem Stahlkurbeldach erhältlich.
Die RS-Modelle der ersten Serie wurden nur in silbergraumetallic oder rot ausgeliefert und hatten im Regelfall die zeittypische "Rallye-Lackierung" mit umlaufenden schwarzen Streifen in den Sicken der Seitenflanken und zwischen denen der Motorhaube. Die Fahrzeuge der zweiten RS-Serie waren noch in acht weiteren Uni- und Metallicfarben erhältlich. Bei silbernen oder roten Fahrzeugen der 2. RS-Serie war vereinzelt außer der ohnehin vollständig schwarzen RS-Innenausstattung auch der Fahrzeughimmel schwarz.
Alle RS-Modelle hatten serienmäßig einen 1,7-Liter-Motor mit zunächst 70 PS (51 kW) und Bremskraftverstärker auf Wunsch – ab September 1968 dann 75 PS (55 kW) und den Bremskraftverstärker serienmäßig.

## Technische Daten
| Modell                         | 12M | 12M 12M (1300) | 12M (1300 S) | 12M (1500) 15M 15M XL | 15M (1500 S) 15M TS 12M (1500 S) | 15M TS (1700 S) 15M RS | 12M (1700 S) 15M (1700 S) 15M XL (1700 S) 15M RS |
| ------------------------------ | --- | --- | --- | --- | --- | --- | --- |
| Motor                          | 4-Zylinder-Viertakt-V-Motor, OHV, dreifach gelagerte Kurbelwelle, Ausgleichswelle Nockenwelle mit Stirnradantrieb | 4-Zylinder-Viertakt-V-Motor, OHV, dreifach gelagerte Kurbelwelle, Ausgleichswelle Nockenwelle mit Stirnradantrieb | 4-Zylinder-Viertakt-V-Motor, OHV, dreifach gelagerte Kurbelwelle, Ausgleichswelle Nockenwelle mit Stirnradantrieb | 4-Zylinder-Viertakt-V-Motor, OHV, dreifach gelagerte Kurbelwelle, Ausgleichswelle Nockenwelle mit Stirnradantrieb | 4-Zylinder-Viertakt-V-Motor, OHV, dreifach gelagerte Kurbelwelle, Ausgleichswelle Nockenwelle mit Stirnradantrieb | 4-Zylinder-Viertakt-V-Motor, OHV, dreifach gelagerte Kurbelwelle, Ausgleichswelle Nockenwelle mit Stirnradantrieb | 4-Zylinder-Viertakt-V-Motor, OHV, dreifach gelagerte Kurbelwelle, Ausgleichswelle Nockenwelle mit Stirnradantrieb |
| Bezeichnung                    | P6/2 (LC) | P6/3L (LC) | P6/3H (HC) | P6/5L (LC) | P6/5H (HC) | P6/7H (HC) | P6/7S (HC) |
| Hubraum in cm³                 | 1183 | 1305 | 1305 | 1498 | 1498 | 1699 | 1699 |
| Bohrung × Hub in mm            | 80 × 58,86 | 84 × 58,86 | 84 × 58,86 | 90 × 58,86 | 90 × 58,86 | 90 × 66,8 | 90 × 66,8 |
| Verdichtung:                   | 8,2 : 1 | 8,2 : 1 | 9 : 1 | 8 : 1 | 9 : 1 | 9 : 1 | 9 : 1 |
| PS bei 1/min                   | 45/5000 | 50/5000 | 53/5000 | 55/5000 | 65/5000 | 70/5000 | 75/5100 |
| Maximales Drehmoment bei 1/min | 80 Nm bei 2400 | 93 Nm bei 2500 | 96 Nm bei 2400 | 105 Nm bei 2500 | 115 Nm bei 2500 | 134 Nm bei 2400 | 128 Nm bei 2500 |
| Motorcode                      | 2 | 3 | – | L5 | 5 | 8 | 8 |
| Vergaser                       | Solex 28 PDSIT-4; ab 9/68: Ford C8GH-A | Solex 28 PDSIT-4; ab 9/68: Ford C8GH-A | Solex 28 PDSIT-4; ab 9/68: Ford C8GH-A | Solex 28 PDSIT-4; ab 9/68: Ford C8GH-A | Solex 32 PDSIT-4; ab 9/68: Ford C8GH-A | Solex 32 PDSIT-4 | Solex 32 TDID – Registervergaser |
| Ventilsteuerung:               | von zentraler Nockenwelle über Stößel, Stoßstangen und Kipphebel | von zentraler Nockenwelle über Stößel, Stoßstangen und Kipphebel | von zentraler Nockenwelle über Stößel, Stoßstangen und Kipphebel | von zentraler Nockenwelle über Stößel, Stoßstangen und Kipphebel | von zentraler Nockenwelle über Stößel, Stoßstangen und Kipphebel | von zentraler Nockenwelle über Stößel, Stoßstangen und Kipphebel | von zentraler Nockenwelle über Stößel, Stoßstangen und Kipphebel |
| Kühlung                        | Wasserkühlung mit Pumpe, Thermostat und Gebläse | Wasserkühlung mit Pumpe, Thermostat und Gebläse | Wasserkühlung mit Pumpe, Thermostat und Gebläse | Wasserkühlung mit Pumpe, Thermostat und Gebläse | Wasserkühlung mit Pumpe, Thermostat und Gebläse | Wasserkühlung mit Pumpe, Thermostat und Gebläse | Wasserkühlung mit Pumpe, Thermostat und Gebläse |
| Getriebe                       | vollsynchronisiertes 4-Gang-Getriebe | vollsynchronisiertes 4-Gang-Getriebe | vollsynchronisiertes 4-Gang-Getriebe | vollsynchronisiertes 4-Gang-Getriebe | vollsynchronisiertes 4-Gang-Getriebe | vollsynchronisiertes 4-Gang-Getriebe | vollsynchronisiertes 4-Gang-Getriebe |
| Achsantrieb-Übersetzung        | 1,2 ltr. = 4,125 : 1 ; 1,5 ltr. LC/HC und 1,7 ltr. HC = 3,50 : 1 ; alle anderen = 3,78 : 1 | 1,2 ltr. = 4,125 : 1 ; 1,5 ltr. LC/HC und 1,7 ltr. HC = 3,50 : 1 ; alle anderen = 3,78 : 1 | 1,2 ltr. = 4,125 : 1 ; 1,5 ltr. LC/HC und 1,7 ltr. HC = 3,50 : 1 ; alle anderen = 3,78 : 1 | 1,2 ltr. = 4,125 : 1 ; 1,5 ltr. LC/HC und 1,7 ltr. HC = 3,50 : 1 ; alle anderen = 3,78 : 1 | 1,2 ltr. = 4,125 : 1 ; 1,5 ltr. LC/HC und 1,7 ltr. HC = 3,50 : 1 ; alle anderen = 3,78 : 1 | 1,2 ltr. = 4,125 : 1 ; 1,5 ltr. LC/HC und 1,7 ltr. HC = 3,50 : 1 ; alle anderen = 3,78 : 1 | 1,2 ltr. = 4,125 : 1 ; 1,5 ltr. LC/HC und 1,7 ltr. HC = 3,50 : 1 ; alle anderen = 3,78 : 1 |
| Schaltung                      | Lenkradschaltung; auf Wunsch ab 2/68: Mittelschaltung (serienmäßig im RS) | Lenkradschaltung; auf Wunsch ab 2/68: Mittelschaltung (serienmäßig im RS) | Lenkradschaltung; auf Wunsch ab 2/68: Mittelschaltung (serienmäßig im RS) | Lenkradschaltung; auf Wunsch ab 2/68: Mittelschaltung (serienmäßig im RS) | Lenkradschaltung; auf Wunsch ab 2/68: Mittelschaltung (serienmäßig im RS) | Lenkradschaltung; auf Wunsch ab 2/68: Mittelschaltung (serienmäßig im RS) | Lenkradschaltung; auf Wunsch ab 2/68: Mittelschaltung (serienmäßig im RS) |
| Kraftübertragung               | Frontantrieb; Motor vor der Vorderachse; Antriebswellen mit Kreuzgelenken und Schiebestücken bzw. ab 9/68 mit Löbro-Gleichlaufgelenken (nicht 1,3 LC) | Frontantrieb; Motor vor der Vorderachse; Antriebswellen mit Kreuzgelenken und Schiebestücken bzw. ab 9/68 mit Löbro-Gleichlaufgelenken (nicht 1,3 LC) | Frontantrieb; Motor vor der Vorderachse; Antriebswellen mit Kreuzgelenken und Schiebestücken bzw. ab 9/68 mit Löbro-Gleichlaufgelenken (nicht 1,3 LC) | Frontantrieb; Motor vor der Vorderachse; Antriebswellen mit Kreuzgelenken und Schiebestücken bzw. ab 9/68 mit Löbro-Gleichlaufgelenken (nicht 1,3 LC) | Frontantrieb; Motor vor der Vorderachse; Antriebswellen mit Kreuzgelenken und Schiebestücken bzw. ab 9/68 mit Löbro-Gleichlaufgelenken (nicht 1,3 LC) | Frontantrieb; Motor vor der Vorderachse; Antriebswellen mit Kreuzgelenken und Schiebestücken bzw. ab 9/68 mit Löbro-Gleichlaufgelenken (nicht 1,3 LC) | Frontantrieb; Motor vor der Vorderachse; Antriebswellen mit Kreuzgelenken und Schiebestücken bzw. ab 9/68 mit Löbro-Gleichlaufgelenken (nicht 1,3 LC) |
| Karosserie                     | selbsttragende Ganzstahlkarosserie, mit Bodengruppe verschweißt; vordere Kotflügel verschraubt | selbsttragende Ganzstahlkarosserie, mit Bodengruppe verschweißt; vordere Kotflügel verschraubt | selbsttragende Ganzstahlkarosserie, mit Bodengruppe verschweißt; vordere Kotflügel verschraubt | selbsttragende Ganzstahlkarosserie, mit Bodengruppe verschweißt; vordere Kotflügel verschraubt | selbsttragende Ganzstahlkarosserie, mit Bodengruppe verschweißt; vordere Kotflügel verschraubt | selbsttragende Ganzstahlkarosserie, mit Bodengruppe verschweißt; vordere Kotflügel verschraubt | selbsttragende Ganzstahlkarosserie, mit Bodengruppe verschweißt; vordere Kotflügel verschraubt |
| Lenkung                        | Zahnstangenlenkung; Übersetzung 19 : 1; Wendekreis 11m; 3 verschiedene Lenkradtypen in 3 Serien | Zahnstangenlenkung; Übersetzung 19 : 1; Wendekreis 11m; 3 verschiedene Lenkradtypen in 3 Serien | Zahnstangenlenkung; Übersetzung 19 : 1; Wendekreis 11m; 3 verschiedene Lenkradtypen in 3 Serien | Zahnstangenlenkung; Übersetzung 19 : 1; Wendekreis 11m; 3 verschiedene Lenkradtypen in 3 Serien | Zahnstangenlenkung; Übersetzung 19 : 1; Wendekreis 11m; 3 verschiedene Lenkradtypen in 3 Serien | Zahnstangenlenkung; Übersetzung 19 : 1; Wendekreis 11m; 3 verschiedene Lenkradtypen in 3 Serien | Zahnstangenlenkung; Übersetzung 19 : 1; Wendekreis 11m; 3 verschiedene Lenkradtypen in 3 Serien |
| Vorderachse                    | Einzelradaufhängung an Dreiecksquerlenkern und MacPherson-Federbeinen | Einzelradaufhängung an Dreiecksquerlenkern und MacPherson-Federbeinen | Einzelradaufhängung an Dreiecksquerlenkern und MacPherson-Federbeinen | Einzelradaufhängung an Dreiecksquerlenkern und MacPherson-Federbeinen | Einzelradaufhängung an Dreiecksquerlenkern und MacPherson-Federbeinen | Einzelradaufhängung an Dreiecksquerlenkern und MacPherson-Federbeinen | Einzelradaufhängung an Dreiecksquerlenkern und MacPherson-Federbeinen |
| Hinterachse                    | starre Rohrachse an Halbelliptik-Längsblattfedern; Teleskopstoßdämpfer | starre Rohrachse an Halbelliptik-Längsblattfedern; Teleskopstoßdämpfer | starre Rohrachse an Halbelliptik-Längsblattfedern; Teleskopstoßdämpfer | starre Rohrachse an Halbelliptik-Längsblattfedern; Teleskopstoßdämpfer | starre Rohrachse an Halbelliptik-Längsblattfedern; Teleskopstoßdämpfer | starre Rohrachse an Halbelliptik-Längsblattfedern; Teleskopstoßdämpfer | starre Rohrachse an Halbelliptik-Längsblattfedern; Teleskopstoßdämpfer |
| Bremsen                        | Einkreis- bzw. ab 9/67 Zweikreisbremsanlage; Scheibenbremsen vorn, Trommelbremsen hinten; auf Wunsch ab 2/68: Bremskraftverstärker (serienmäßig im 1,7 HC, ab 9/68 auch im 1,5 HC) | Einkreis- bzw. ab 9/67 Zweikreisbremsanlage; Scheibenbremsen vorn, Trommelbremsen hinten; auf Wunsch ab 2/68: Bremskraftverstärker (serienmäßig im 1,7 HC, ab 9/68 auch im 1,5 HC) | Einkreis- bzw. ab 9/67 Zweikreisbremsanlage; Scheibenbremsen vorn, Trommelbremsen hinten; auf Wunsch ab 2/68: Bremskraftverstärker (serienmäßig im 1,7 HC, ab 9/68 auch im 1,5 HC) | Einkreis- bzw. ab 9/67 Zweikreisbremsanlage; Scheibenbremsen vorn, Trommelbremsen hinten; auf Wunsch ab 2/68: Bremskraftverstärker (serienmäßig im 1,7 HC, ab 9/68 auch im 1,5 HC) | Einkreis- bzw. ab 9/67 Zweikreisbremsanlage; Scheibenbremsen vorn, Trommelbremsen hinten; auf Wunsch ab 2/68: Bremskraftverstärker (serienmäßig im 1,7 HC, ab 9/68 auch im 1,5 HC) | Einkreis- bzw. ab 9/67 Zweikreisbremsanlage; Scheibenbremsen vorn, Trommelbremsen hinten; auf Wunsch ab 2/68: Bremskraftverstärker (serienmäßig im 1,7 HC, ab 9/68 auch im 1,5 HC) | Einkreis- bzw. ab 9/67 Zweikreisbremsanlage; Scheibenbremsen vorn, Trommelbremsen hinten; auf Wunsch ab 2/68: Bremskraftverstärker (serienmäßig im 1,7 HC, ab 9/68 auch im 1,5 HC) |
| Bereifung/Felgen               | 5,60-13 oder 5,90-13 (nur Turnier/Kastenwagen und 1,7 HC) auf 4J x 13-Felgen (3-Loch bzw. bei Turnier/Kastenwagen 5-Loch) oder auf 4,5J x 14-(5-Loch)-Felgen (auf Wunsch ab 9/68 bzw. serienmäßig bei 1,7 HC-Turnier/Kastenwagen oder 155 SR 14 auf 4,5J x 14-(5-Loch)-Sportfelgen (nur 15m RS)) | 5,60-13 oder 5,90-13 (nur Turnier/Kastenwagen und 1,7 HC) auf 4J x 13-Felgen (3-Loch bzw. bei Turnier/Kastenwagen 5-Loch) oder auf 4,5J x 14-(5-Loch)-Felgen (auf Wunsch ab 9/68 bzw. serienmäßig bei 1,7 HC-Turnier/Kastenwagen oder 155 SR 14 auf 4,5J x 14-(5-Loch)-Sportfelgen (nur 15m RS)) | 5,60-13 oder 5,90-13 (nur Turnier/Kastenwagen und 1,7 HC) auf 4J x 13-Felgen (3-Loch bzw. bei Turnier/Kastenwagen 5-Loch) oder auf 4,5J x 14-(5-Loch)-Felgen (auf Wunsch ab 9/68 bzw. serienmäßig bei 1,7 HC-Turnier/Kastenwagen oder 155 SR 14 auf 4,5J x 14-(5-Loch)-Sportfelgen (nur 15m RS)) | 5,60-13 oder 5,90-13 (nur Turnier/Kastenwagen und 1,7 HC) auf 4J x 13-Felgen (3-Loch bzw. bei Turnier/Kastenwagen 5-Loch) oder auf 4,5J x 14-(5-Loch)-Felgen (auf Wunsch ab 9/68 bzw. serienmäßig bei 1,7 HC-Turnier/Kastenwagen oder 155 SR 14 auf 4,5J x 14-(5-Loch)-Sportfelgen (nur 15m RS)) | 5,60-13 oder 5,90-13 (nur Turnier/Kastenwagen und 1,7 HC) auf 4J x 13-Felgen (3-Loch bzw. bei Turnier/Kastenwagen 5-Loch) oder auf 4,5J x 14-(5-Loch)-Felgen (auf Wunsch ab 9/68 bzw. serienmäßig bei 1,7 HC-Turnier/Kastenwagen oder 155 SR 14 auf 4,5J x 14-(5-Loch)-Sportfelgen (nur 15m RS)) | 5,60-13 oder 5,90-13 (nur Turnier/Kastenwagen und 1,7 HC) auf 4J x 13-Felgen (3-Loch bzw. bei Turnier/Kastenwagen 5-Loch) oder auf 4,5J x 14-(5-Loch)-Felgen (auf Wunsch ab 9/68 bzw. serienmäßig bei 1,7 HC-Turnier/Kastenwagen oder 155 SR 14 auf 4,5J x 14-(5-Loch)-Sportfelgen (nur 15m RS)) | 5,60-13 oder 5,90-13 (nur Turnier/Kastenwagen und 1,7 HC) auf 4J x 13-Felgen (3-Loch bzw. bei Turnier/Kastenwagen 5-Loch) oder auf 4,5J x 14-(5-Loch)-Felgen (auf Wunsch ab 9/68 bzw. serienmäßig bei 1,7 HC-Turnier/Kastenwagen oder 155 SR 14 auf 4,5J x 14-(5-Loch)-Sportfelgen (nur 15m RS)) |
| Länge × Breite × Höhe in mm    | 4389 × 1603 × 1400 (Limousine); 4389 × 1603 × 1385 (Coupé); 4389 × 1603 × 1425 (Turnier/Kastenwagen) | 4389 × 1603 × 1400 (Limousine); 4389 × 1603 × 1385 (Coupé); 4389 × 1603 × 1425 (Turnier/Kastenwagen) | 4389 × 1603 × 1400 (Limousine); 4389 × 1603 × 1385 (Coupé); 4389 × 1603 × 1425 (Turnier/Kastenwagen) | 4389 × 1603 × 1400 (Limousine); 4389 × 1603 × 1385 (Coupé); 4389 × 1603 × 1425 (Turnier/Kastenwagen) | 4389 × 1603 × 1400 (Limousine); 4389 × 1603 × 1385 (Coupé); 4389 × 1603 × 1425 (Turnier/Kastenwagen) | 4389 × 1603 × 1400 (Limousine); 4389 × 1603 × 1385 (Coupé); 4389 × 1603 × 1425 (Turnier/Kastenwagen) | 4389 × 1603 × 1400 (Limousine); 4389 × 1603 × 1385 (Coupé); 4389 × 1603 × 1425 (Turnier/Kastenwagen) |
| Elektrische Anlage:            | bis 8/67: 6 Volt, Gleichstrom-Lichtmaschine mit Laderegler, ab 9/67: 12-Volt-Anlage ab 9/66 auf Wunsch: 12-Volt-Anlage mit Drehstromlichtmaschine | bis 8/67: 6 Volt, Gleichstrom-Lichtmaschine mit Laderegler, ab 9/67: 12-Volt-Anlage ab 9/66 auf Wunsch: 12-Volt-Anlage mit Drehstromlichtmaschine | bis 8/67: 6 Volt, Gleichstrom-Lichtmaschine mit Laderegler, ab 9/67: 12-Volt-Anlage ab 9/66 auf Wunsch: 12-Volt-Anlage mit Drehstromlichtmaschine | bis 8/67: 6 Volt, Gleichstrom-Lichtmaschine mit Laderegler, ab 9/67: 12-Volt-Anlage ab 9/66 auf Wunsch: 12-Volt-Anlage mit Drehstromlichtmaschine | bis 8/67: 6 Volt, Gleichstrom-Lichtmaschine mit Laderegler, ab 9/67: 12-Volt-Anlage ab 9/66 auf Wunsch: 12-Volt-Anlage mit Drehstromlichtmaschine | bis 8/67: 6 Volt, Gleichstrom-Lichtmaschine mit Laderegler, ab 9/67: 12-Volt-Anlage ab 9/66 auf Wunsch: 12-Volt-Anlage mit Drehstromlichtmaschine | bis 8/67: 6 Volt, Gleichstrom-Lichtmaschine mit Laderegler, ab 9/67: 12-Volt-Anlage ab 9/66 auf Wunsch: 12-Volt-Anlage mit Drehstromlichtmaschine |
| Radstand in mm                 | 2527 | 2527 | 2527 | 2527 | 2527 | 2527 | 2527 |
| Spurweite v/h in mm            | 1321 | 1321 | 1321 | 1321 | 1321 | 1321 | 1321 |
| Leergewicht in kg              | 12M: 850/15M: 865 (Lim., zweitür.; TS/XL/RS je +5); 12M: 870/15m: 885 (Lim., viertür.; TS/XL/RS je +5); 12M: 845/15M: 865 (Coupé; TS/XL/RS je +5); 12M: 910/15M: 925 (Turnier); 12M: 885 (Kastenwagen) | 12M: 850/15M: 865 (Lim., zweitür.; TS/XL/RS je +5); 12M: 870/15m: 885 (Lim., viertür.; TS/XL/RS je +5); 12M: 845/15M: 865 (Coupé; TS/XL/RS je +5); 12M: 910/15M: 925 (Turnier); 12M: 885 (Kastenwagen) | 12M: 850/15M: 865 (Lim., zweitür.; TS/XL/RS je +5); 12M: 870/15m: 885 (Lim., viertür.; TS/XL/RS je +5); 12M: 845/15M: 865 (Coupé; TS/XL/RS je +5); 12M: 910/15M: 925 (Turnier); 12M: 885 (Kastenwagen) | 12M: 850/15M: 865 (Lim., zweitür.; TS/XL/RS je +5); 12M: 870/15m: 885 (Lim., viertür.; TS/XL/RS je +5); 12M: 845/15M: 865 (Coupé; TS/XL/RS je +5); 12M: 910/15M: 925 (Turnier); 12M: 885 (Kastenwagen) | 12M: 850/15M: 865 (Lim., zweitür.; TS/XL/RS je +5); 12M: 870/15m: 885 (Lim., viertür.; TS/XL/RS je +5); 12M: 845/15M: 865 (Coupé; TS/XL/RS je +5); 12M: 910/15M: 925 (Turnier); 12M: 885 (Kastenwagen) | 12M: 850/15M: 865 (Lim., zweitür.; TS/XL/RS je +5); 12M: 870/15m: 885 (Lim., viertür.; TS/XL/RS je +5); 12M: 845/15M: 865 (Coupé; TS/XL/RS je +5); 12M: 910/15M: 925 (Turnier); 12M: 885 (Kastenwagen) | 12M: 850/15M: 865 (Lim., zweitür.; TS/XL/RS je +5); 12M: 870/15m: 885 (Lim., viertür.; TS/XL/RS je +5); 12M: 845/15M: 865 (Coupé; TS/XL/RS je +5); 12M: 910/15M: 925 (Turnier); 12M: 885 (Kastenwagen) |
| Koffer-/Laderaum in Liter      | 560/1000 bzw. bei umgelegter Rücksitzbank im Turnier 1700; ca. 1850 im Kastenwagen | 560/1000 bzw. bei umgelegter Rücksitzbank im Turnier 1700; ca. 1850 im Kastenwagen | 560/1000 bzw. bei umgelegter Rücksitzbank im Turnier 1700; ca. 1850 im Kastenwagen | 560/1000 bzw. bei umgelegter Rücksitzbank im Turnier 1700; ca. 1850 im Kastenwagen | 560/1000 bzw. bei umgelegter Rücksitzbank im Turnier 1700; ca. 1850 im Kastenwagen | 560/1000 bzw. bei umgelegter Rücksitzbank im Turnier 1700; ca. 1850 im Kastenwagen | 560/1000 bzw. bei umgelegter Rücksitzbank im Turnier 1700; ca. 1850 im Kastenwagen |
| Höchstgeschwindigkeit in km/h  | 125 | 130 | 135 | 135 | 145 | 155 | 160 |
| Verbrauch auf 100 km in Liter  | 7,8 | 7,8 | 8,0 (Super) | 8,0 | 8,2 (Super) | 8,3 (Super) | 8,3 (Super) |
| Tank                           | rechts im Koffer- oder Laderaum stehend; Betankung von rechts | rechts im Koffer- oder Laderaum stehend; Betankung von rechts | rechts im Koffer- oder Laderaum stehend; Betankung von rechts | rechts im Koffer- oder Laderaum stehend; Betankung von rechts | rechts im Koffer- oder Laderaum stehend; Betankung von rechts | rechts im Koffer- oder Laderaum stehend; Betankung von rechts | rechts im Koffer- oder Laderaum stehend; Betankung von rechts |
| Tankinhalt in Liter            | 38; ab 9/67 bei Limousine und Coupé: 45 | 38; ab 9/67 bei Limousine und Coupé: 45 | 38; ab 9/67 bei Limousine und Coupé: 45 | 38; ab 9/67 bei Limousine und Coupé: 45 | 38; ab 9/67 bei Limousine und Coupé: 45 | 38; ab 9/67 bei Limousine und Coupé: 45 | 38; ab 9/67 bei Limousine und Coupé: 45 |
| Bauzeitraum                    | 09/1967–08/1968 | 09/1966–08/1970 | 09/1967–08/1968 | 12M/15M: 09/66–08/70 15M XL: 09/68–08/70 | 15M TS: 08/66–08/68 15M/15M XL: 09/68–08/70 | 15M TS: 09/67–08/68 15M RS: 1968 | 09/1968–08/1970 |
| Bemerkungen                    | Kühlsystem mit Ausgleichsbehälter: nur Serie 1 (9/66–8/67); Breitbandtacho bis 8/68 (RS bis 8/68: 2 Rundinstrumente; Zweispeichen-Lenkrad ohne Polster: bis 8/67; Zweispeichen-Lenkrad mit Polster: bis 8/68; Dreispeichen-Sicherheitslenkrad mit Pralltopf: ab 9/68); 15M RS auf Wunsch mit 1,5 HC / 65 PS; Sonderserie mit weißen, zweitürigen Basismodellen und höherwertiger Ausstattung (nur 2/68 und 2/70) | Kühlsystem mit Ausgleichsbehälter: nur Serie 1 (9/66–8/67); Breitbandtacho bis 8/68 (RS bis 8/68: 2 Rundinstrumente; Zweispeichen-Lenkrad ohne Polster: bis 8/67; Zweispeichen-Lenkrad mit Polster: bis 8/68; Dreispeichen-Sicherheitslenkrad mit Pralltopf: ab 9/68); 15M RS auf Wunsch mit 1,5 HC / 65 PS; Sonderserie mit weißen, zweitürigen Basismodellen und höherwertiger Ausstattung (nur 2/68 und 2/70) | Kühlsystem mit Ausgleichsbehälter: nur Serie 1 (9/66–8/67); Breitbandtacho bis 8/68 (RS bis 8/68: 2 Rundinstrumente; Zweispeichen-Lenkrad ohne Polster: bis 8/67; Zweispeichen-Lenkrad mit Polster: bis 8/68; Dreispeichen-Sicherheitslenkrad mit Pralltopf: ab 9/68); 15M RS auf Wunsch mit 1,5 HC / 65 PS; Sonderserie mit weißen, zweitürigen Basismodellen und höherwertiger Ausstattung (nur 2/68 und 2/70) | Kühlsystem mit Ausgleichsbehälter: nur Serie 1 (9/66–8/67); Breitbandtacho bis 8/68 (RS bis 8/68: 2 Rundinstrumente; Zweispeichen-Lenkrad ohne Polster: bis 8/67; Zweispeichen-Lenkrad mit Polster: bis 8/68; Dreispeichen-Sicherheitslenkrad mit Pralltopf: ab 9/68); 15M RS auf Wunsch mit 1,5 HC / 65 PS; Sonderserie mit weißen, zweitürigen Basismodellen und höherwertiger Ausstattung (nur 2/68 und 2/70) | Kühlsystem mit Ausgleichsbehälter: nur Serie 1 (9/66–8/67); Breitbandtacho bis 8/68 (RS bis 8/68: 2 Rundinstrumente; Zweispeichen-Lenkrad ohne Polster: bis 8/67; Zweispeichen-Lenkrad mit Polster: bis 8/68; Dreispeichen-Sicherheitslenkrad mit Pralltopf: ab 9/68); 15M RS auf Wunsch mit 1,5 HC / 65 PS; Sonderserie mit weißen, zweitürigen Basismodellen und höherwertiger Ausstattung (nur 2/68 und 2/70) | Kühlsystem mit Ausgleichsbehälter: nur Serie 1 (9/66–8/67); Breitbandtacho bis 8/68 (RS bis 8/68: 2 Rundinstrumente; Zweispeichen-Lenkrad ohne Polster: bis 8/67; Zweispeichen-Lenkrad mit Polster: bis 8/68; Dreispeichen-Sicherheitslenkrad mit Pralltopf: ab 9/68); 15M RS auf Wunsch mit 1,5 HC / 65 PS; Sonderserie mit weißen, zweitürigen Basismodellen und höherwertiger Ausstattung (nur 2/68 und 2/70) | Kühlsystem mit Ausgleichsbehälter: nur Serie 1 (9/66–8/67); Breitbandtacho bis 8/68 (RS bis 8/68: 2 Rundinstrumente; Zweispeichen-Lenkrad ohne Polster: bis 8/67; Zweispeichen-Lenkrad mit Polster: bis 8/68; Dreispeichen-Sicherheitslenkrad mit Pralltopf: ab 9/68); 15M RS auf Wunsch mit 1,5 HC / 65 PS; Sonderserie mit weißen, zweitürigen Basismodellen und höherwertiger Ausstattung (nur 2/68 und 2/70) |